# Simone Lo Faso
Simone Lo Faso (* 18. Februar 1998 in Palermo) ist ein italienischer Fußballspieler auf der Stürmerposition.

## Karriere

### Im Verein
Lo Faso entstammt der Jugend der US Palermo und war bis 2016 in dieser aktiv. Lediglich für zwei Jahre von 2012 bis 2014 spielte er auf Leihbasis in der Jugendabteilung der AC Siena.
Zur Saison 2016/17 wurde Lo Faso in den Serie-A-Kader Palermos aufgenommen und kam im November 2016 zu ersten Einsätzen. In der Rückrunde folgten weitere Spiele, sodass am Ende der Spielzeit zehn Partien zu Buche standen. Nach dem Abstieg Palermos in die Serie B wurde er an die AC Florenz verliehen, für die er in der Saison 2017/18 in zwei Partien auf dem Feld stand.

### In der Nationalmannschaft
Lo Faso ist seit 2014 für verschiedene Juniorennationalmannschaften Italiens aktiv.